# Montagnes Catskill
Pour les articles homonymes, voir Catskill.
Les montagnes Catskill (en anglais : Catskill Mountains), ou simplement les Catskills, sont une région de reliefs de l'État de New York, située au nord de la ville de New York et au sud d'Albany. En dépit de leur nom, les Catskills ne sont pas des montagnes au sens géologique du terme, mais plutôt un plateau érodé, constitué de plateaux et de collines ayant subi une érosion intense.
Elles constituent le prolongement vers l'est, ainsi que les plus hauts sommets, du plateau des Allegheny. Elles sont parfois considérées comme une partie de la chaîne des Appalaches, même si les deux chaînes ne sont pas géologiquement liées. Les Catskills sont situées à l'ouest du fleuve Hudson (Hudson River) et traversent cinq comtés : l'Ulster, le Greene, le Sullivan, le Delaware et le Schoharie.

## Géographie

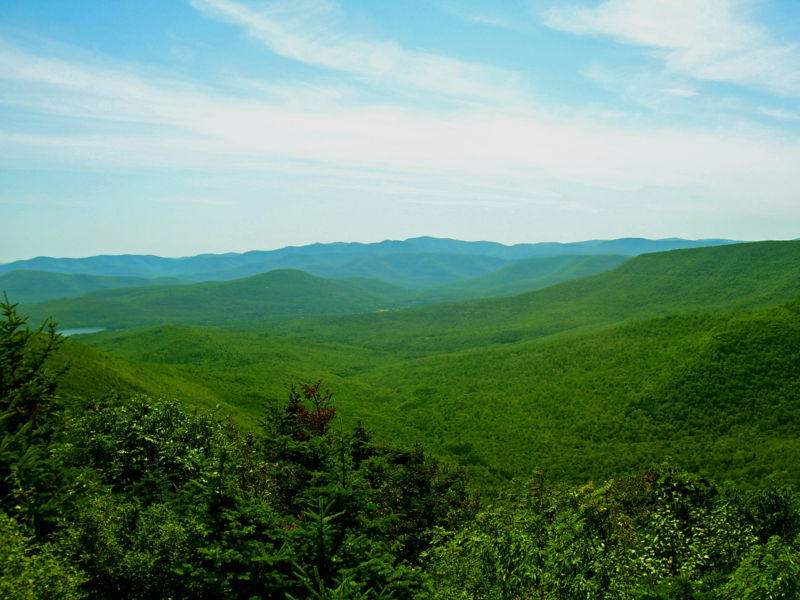
Slide Mountain et les pics alentour vue de la Twin Mountain dans le nord des Catskills.

À l'est de la chaîne, les montagnes naissent avec le Catskill Escarpment qui se soulève au-dessus de la vallée de l'Hudson. À l'ouest, la limite des montagnes est beaucoup moins certaine car elles diminuent progressivement et de manière éparses sur le plateau des Allegheny.
Beaucoup de visiteurs, dont les propriétaires des petites maisons de week-end et de vacances dans la région, ont l'air de considérer que presque tout est assez rural à l'ouest du fleuve Hudson non loin de New York.
Les Poconos, qui se trouvent dans le nord-est de la Pennsylvanie, sont souvent considérés comme un prolongement des Catskills sous un autre nom. Il y a plus de trente sommets d'au moins 1 000 mètres dans les Catskills, qui sont également traversées par six rivières différentes. Le plus haut sommet, Slide Mountain, culmine à 1 274 m d'altitude et se trouve dans le comté d'Ulster.
À l'intérieur de la chaîne de montagnes se situe le Catskill Park, qui fait partie des forêts protégées de l'État de New York. Les terres ne sont pas entièrement privées : 60 % environ sont des propriétés privées mais de nouvelles parties sont fréquemment ajoutées. Le parc et la réserve se trouvent pour la plus grande partie dans le comté d'Ulster. Le comté de Greene en possède aussi une partie, ainsi que les comtés de Sullivan et le Delaware.

## Histoire
Les Catskills sont le lieu de légendes traditionnelles remontant aux tribus amérindiennes et aux premiers colons néerlandais, qui baptisent les montagnes « Kaatskil » au XVIIIe siècle. Washington Irving y situe son histoire de Rip Van Winkle, en lien avec le navigateur Henry Hudson.
Au XIXe siècle, les Catskills deviennent une destination de vacances pour les riches New-yorkais. Le bois est exploité à grande échelle, des fermes s'installent et la région perd de sa forêt sauvage. En 1885, une loi, votée par l'État de New York, délimite la Catskill and Adirondack Forest Preserve dans le but de préserver l'état sauvage de la région, et en 1904, le Catskill Park, un parc naturel, est créé.
La réputation des Catskills comme lieu de vacances continue et pendant la première partie du XXe siècle de nombreux groupes ethniques, dont les Allemands, les Tchèques ou les Juifs y installent des hôtels, des centres de vacances, des campings, notamment au sud dans les Shawangunk Ridge, près de la ville de New Paltz. Les plus grands hôtels et centres de séjours d'été juifs (comme Kutsher's, Brown's, et Grossinger's) deviennent alors connus collectivement comme la Borscht Belt (la « ceinture du bortsch »), certains faisant référence à la région comme les « Alpes juives ». De nombreux artistes et musiciens font leurs débuts dans ces hôtels souvent somptueux. Cette tradition « ethnique » a quasiment disparu depuis les années 1960, bien que l'histoire de la « Borscht Belt » fasse toujours partie de l'héritage de la région, et les Catskills continuent de prospérer grâce à leurs hôtels et lodges traditionnels.
Les Catskills étaient aussi la « maison d'été » de milliers d'enfants qui y venaient pour passer leurs colonies de vacances (en anglais « camps »). Les plus connus étaient les Camp Ma-Ho-Ge et Camp Diana Damalqua. Récemment, quelques petits hôtels se sont réinstallés dans la région, satisfaisant les aventuriers et les amateurs de sports d'hiver. Les Catskills sont également une destination de randonnée, en particulier pour les adeptes du peak bagging qui essaient d'atteindre les principaux sommets de la chaîne.

## Dans la culture

### Littérature
- Les œuvres littéraires classiques Rip Van Winkle de Washington Irving et Le Dernier des Mohicans de James Fenimore Cooper ont mis à l'honneur ces décors naturels.

### Peinture
Le peintre américain Thomas Cole (1801-1848) y a réalisé plusieurs peintures de paysages :
- Les Chutes de Kaaterskill, 1825
- Vue des Catskill, début de l'automne, 1837[3]

### Musique
Pendant le week-end du 15 août 1969, les Catskills ont été le théâtre du festival de Woodstock.

### Cinéma et télévision
- Dans la série La Fabuleuse Madame Maisel, plusieurs épisodes s'y déroulent, dont l'épisode 4 de la saison 2 (2018), En route pour les Catskills ! (We're Going to the Catskills!).
- Le film Good One (en) (2024) d'India Donaldson (en) y a été tourné[4].